# Guadua
Guadua Kunth è un genere di bambù neotropicale della famiglia delle Poacee.

## Descrizione
È caratterizzato da fusti verdi e nodosi, da un diametro consistente (tra i 10 e i 25 cm alla base del fusto) e un'altezza che va da poche decine di centimetri (i germogli) fino a circa 25 metri.

## Distribuzione e habitat
Il genere è diffuso in Messico, America centrale e Sud America, specie nel bacino fluviale del Rio delle Amazzoni.
Cresce in luoghi molto umidi, come le foreste pluviali, le savane e le pianure tropicali, a un'altitudine non superiore ai 1500 metri.

## Tassonomia
Il genere comprende le seguenti specie:
- Guadua aculeata E.Fourn.
- Guadua amplexifolia J.Presl
- Guadua angustifolia Kunth
- Guadua calderoniana Londoño & Judz.
- Guadua chacoensis (Rojas Acosta) Londoño & P.M.Peterson
- Guadua chaparensis Londoño & Zurita
- Guadua ciliata Londoño & Davidse
- Guadua glomerata Munro
- Guadua incana Londoño
- Guadua inermis E.Fourn.
- Guadua latifolia (Kunth) Kunth
- Guadua leonardoana Afonso, L.G.Clark & P.L.Viana
- Guadua longifolia (E.Fourn.) R.W.Pohl
- Guadua lynnclarkiae Londoño
- Guadua macclurei R.W.Pohl & Davidse
- Guadua macrospiculata Londoño & L.G.Clark
- Guadua macrostachya Rupr.
- Guadua maculosa (Hack.) E.G.Camus
- Guadua magna Londoño & Filg.
- Guadua paniculata Munro
- Guadua paraguayana Döll
- Guadua refracta Munro
- Guadua sarcocarpa Londoño & P.M.Peterson
- Guadua superba Huber
- Guadua tagoara (Nees) Kunth
- Guadua takahashiae Londoño
- Guadua trinii (Nees) Rupr.
- Guadua tuxtlensis Londoño & Ruiz-Sanchez
- Guadua uncinata Londoño & L.G.Clark
- Guadua variegata Lizarazu
- Guadua velutina Londoño & L.G.Clark
- Guadua venezuelae Munro
- Guadua virgata (Trin.) Rupr.
- Guadua weberbaueri Pilg.

## Usi
La Guadua impiega dai tre ai sei anni per svilupparsi completamente e, oltre a essere una pianta flessibile e resistente, ha una crescita rapida e una capacità di moltiplicarsi sorprendente, grazie alla presenza di numerosi germogli. La sua robustezza lo rende un ideale sostituto del legno nel settore edile e la caduta copiosa del suo fogliame contribuisce all'aumento della produzione di biomasse, rendendo così la Guadua un combustibile alternativo adatta alla generazione di energia. In un contesto ambientale, questa varietà di bambù ricopre delle funzioni molto importanti, tra cui: assorbire una notevole quantità di CO2 (anidride carbonica); filtrare le acque e trattenerne una parte che viene rilasciata gradualmente nel sottosuolo; tenere compatto il suolo grazie alle radici, limitando così smottamenti, frane e dispersione di sali minerali utili al nutrimento della vegetazione limitrofa.

## Bio-architettura
In alcuni Stati latino-americani, la Guadua veniva utilizzata come materiale edile già dai primi anni del secolo scorso, per la costruzione di capanne e ponteggi. Per via del basso costo e della facile reperibilità della pianta, è sorto il problema della deforestazione e della siccità dei luoghi in cui era assente una precisa regolamentazione sulla potatura, spingendo la comunità scientifica a elaborare in laboratorio un nuovo metodo di coltivazione della pianta. Recentemente, la Guadua è stata rivalutata da architetti e designer, per le sue particolari caratteristiche fisiche (è un materiale resistente ai terremoti) e impiegato in ambiziosi progetti di architettura eco-compatibile, perché risponde pienamente ai requisiti di sostenibilità, che concorrono al rispetto dell'equilibrio tra le opere dell'uomo e il contesto ambientale in cui esse sono collocate: la Guadua infatti è una risorsa naturale e rinnovabile, che non causa emissioni dannose per la salute dell'uomo e dell'intero ecosistema, che può essere impiegata nella costruzione di edifici flessibili e resistenti, per i quali non è necessario ricorrere ad un utilizzo irresponsabile di materiali di origine petrolchimica (ad alto impatto inquinante). Naturalmente il miglioramento delle prestazioni di questa varietà di bambù richiede uno sforzo interdisciplinare di esperti che puntano sull'alta tecnologia per la qualità e l'innovazione dei processi produttivi di questo nuovo materiale edile, da molti definito “acciaio vegetale”.
Proprio in tale ambito si colloca il progetto vincitore del Premio 2008 indetto dalla Fondazione Altran per l'Innovazione: Il contesto è la riduzione del livello di CO2 nell'atmosfera, e l'idea premiata (concepita da Francisco Gallo Mejia) riguarda composti a base di bambù per abitazioni sostenibili. L'obiettivo del progetto è sviluppare un bio-composto a base di bambù Guadua che può essere utilizzato per la costruzione di abitazioni. Questo materiale composto immagazzina il carbonio assorbito dal bambù richiedendo per la sua fabbricazione poca energia, e poi acqua e materiali di vario tipo (legno, mattoni, metallo). La sua produzione richiede macchinari poco ingombranti e permette un trasporto rapido, poiché le piantagioni sono situate vicino ai destinatari finali del prodotto. Attraverso l'uso di tale tecnologia è possibile sviluppare le economie locali basate su piccole reti di aziende. Si tratta di una tecnologia innovativa che combina lo sviluppo sociale allo sviluppo economico, permettendo di agevolare l'immagazzinamento di carbonio nel rispetto dell'ambiente.